# Tsévié
Tsévié egy város és kanton Togo Maritimes tartományában. Az ország fővárosától, Lométől 32 km-re fekszik. Lakossága 2010-ben 54 474 fő.

## Testvérvárosok
Parthenay, Franciaország (1990 óta)

## Híres emberek
- Kuami Agboh - focista
- Cyril Guedjé - focista

## Fordítás
- Ez a szócikk részben vagy egészben  a   Tsévié című angol Wikipédia-szócikk fordításán alapul.  Az eredeti cikk szerkesztőit annak laptörténete sorolja fel. Ez a jelzés csupán a megfogalmazás eredetét és a szerzői jogokat jelzi, nem szolgál a cikkben szereplő információk forrásmegjelöléseként.